# セッラ・ダイエッロ
セッラ・ダイエッロ（イタリア語: Serra d'Aiello）は、イタリア共和国カラブリア州コゼンツァ県にある、人口約500人の基礎自治体（コムーネ）。

## 地理

### 位置・広がり

#### 隣接コムーネ
隣接するコムーネは以下の通り。
アイエッロ・カーラブロ、 アマンテーア、 クレート、 サン・ピエトロ・イン・アマンテーア